# 雄風I型 (ミサイル)
雄風I型（繁体字中国語: 雄風一型反艦飛彈、拼音: Hsiung Feng I、HF-1）は、1975年から1978年にかけて、敵対する中国人民解放軍海軍へのSY-1ミサイルの導入を受け、台湾の国家中山科学研究院（NCSIST）が開発した対艦ミサイルシステムである。 

## 開発
NCSISTのこれまでの対艦ミサイルの開発経験は、MQM-33Bドローンに弾頭を実験的に適合させることだけだったので、SY-1ミサイルに対抗するためにイスラエルのガブリエルMk.Iをベースとして必要な修正を加えたもので、実質的にはガブリエルMk.IIの台湾型となっている（中華民国海軍もアレン・M・サムナー級駆逐艦3隻を修復するためにガブリエルMk.IIシステムを数セット輸入していたため、HF-Iをイスラエル製の兵器と互換性を持たせることが取り決められていた）。 
本システムは、台湾製の CS/SPG-21A を目標捕捉・火器管制レーダーとして使用する。CS/SPG-21Aの射程は37kmとされていたが、後に46kmにアップグレードされた。 

## 運用履歴
雄風II型ミサイルを運用するまでは、中華民国海軍のギアリング級とアレン・M・サムナー級駆逐艦の大部分を含むすべての第一線級水上戦闘艦に搭載される主要な対艦兵器であった。中華民国海軍の沿岸戦闘艦、特に海鴎級ミサイル艇といくつかの陸上施設に配備された。
より大型の哨戒艦や海岸砲に搭載される雄風II型に取って代わられたため、HF-1は（海鴎級ミサイル艇と一緒ともに）段階的に使用されなくなり、本ミサイルを搭載した最後の艦は2013年初頭にHF-2に改造された。ミサイルは廃棄のためにNCSISTに戻された。 

## 派生型
HF-IA
派生型のIAは、レーダー電波高度計、冷却システム、ロケットモーターなどを改良して作られた。再設計されたミサイルはHF-1Aと名付けられ、1981年に生産が開始された。